# Cheiloneurus japonicus
Cheiloneurus japonicus är en stekelart som beskrevs av William Harris Ashmead 1904. Cheiloneurus japonicus ingår i släktet Cheiloneurus och familjen sköldlussteklar. Inga underarter finns listade i Catalogue of Life.